# Carole Feuerman
La artista neoyorquina Carole A. Feuerman es una de las escultoras más reconocidas en el mundo. Su obra se caracteriza principalmente por pertenecer al movimiento hiperrealista. Comenzó a desarrollarse como artista hace ya cuarenta años y actualmente vive y trabaja entre Nueva York y Florida, pero su reconocimiento va más allá de Estados Unidos y se extiende internacionalmente. Su obra se halla expuesta en museos tan importantes como el Museo Metropolitano de Arte (Met) de Nueva York, el Museo del Hermitage de San Petersburgo, Rusia, o la Bienal de Venecia en Italia. Asimismo, la obra de Feuerman también forma parte de la colección personal de grandes personajes políticos como el emperador de Japón, Hillary Clinton o Henry Kissinger, entre otros

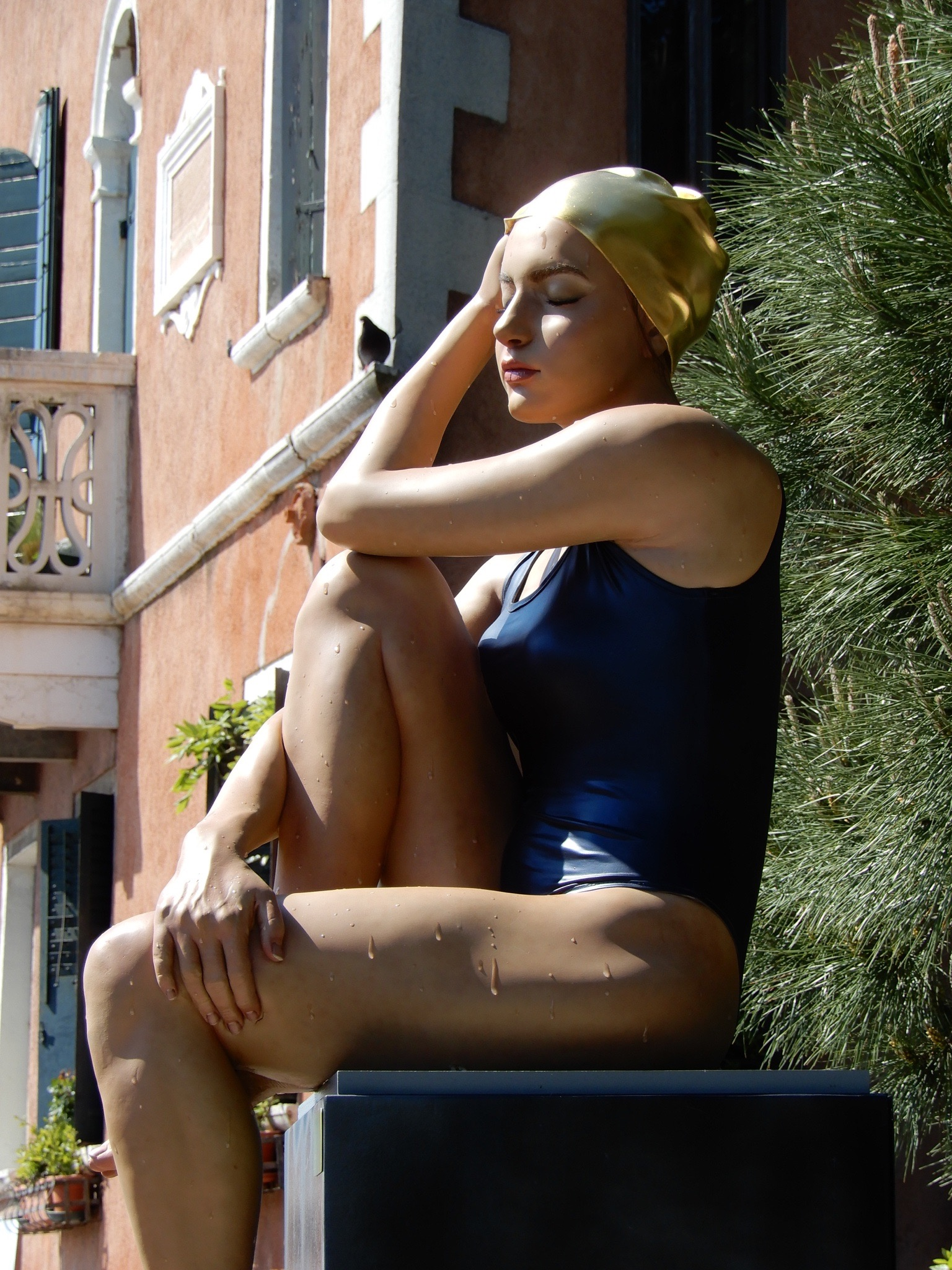
Escultura hiperrealista The Midpoint, de Carole A. Feuerman, expuesta en el Giardino della Marinaressa, en la Bienal de Venecia de 2017. Representa a la actriz franco-mexicana Yadira Pascault Orozco.